# Tjeckiens flagga

Dimensioner och färgspecifikationer, enligt CMYK-modellen.

Tjeckiens flagga har proportionerna 2:3 och är i de traditionella panslaviska färgerna rött, vitt och blått.
Flaggan antogs första gången något år efter Tjeckoslovakiens självständighet från Österrike-Ungern efter första världskriget. Den första flaggan var bortsett från proportionerna identisk med den polska flaggan, och därför infördes den blå triangeln närmast flaggstången den 30 mars 1920. Under den nazistiska tiden 1938 – 1945 var flaggan förbjuden, och återtogs 1945. Vid delningen av Tjeckoslovakien 1993 valde man att behålla samma flagga som tidigare, trots att man inför delningen kommit överens om att varken Tjeckien eller Slovakien skulle använda de gamla nationalsymbolerna.
Flaggan bygger på Böhmens flagga med sitt vita och röda fält. Böhmens medeltida sköld är ett vitt dubbelsvansat lejon mot en röd bakgrund, och återfinns i dag i Tjeckiens statsvapen.

## Regionernas flaggor
Var och en av Tjeckiens 13 regioner (och den med regioner likvärdiga huvudstaden Prag) har egna flaggor. 

Hradec Králové
Karlovy Vary
Liberec
Mellersta Böhmen
Mähren-Schlesien
Olomouc
Pardubice
Plzeň
Prag
Södra Böhmen
Södra Mähren
Ústí nad Labem
Vysočina
Zlín